# Rue Guisarde
La rue Guisarde est une voie du 6e arrondissement de Paris, en France.

## Situation et accès
La rue Guisarde est une voie publique située dans le 6e arrondissement de Paris. Elle débute au 12, rue Mabillon et se termine au 19, rue des Canettes.
Elle est desservie par la ligne 10 à la station Mabillon et par la ligne 4 à la station Saint-Sulpice.

## Origine du nom
On attribue l'origine du nom « Guisarde » au voisinage de l'ancien hôtel de Jehanne de Navarre, qui, pendant la Ligue, servait de lieu de réunion aux partisans des Guises, qu'on avait surnommés « guisards ». Mlle de Montpensier, qui habitait cette rue, s'honorait d'être appelée « guisarde ».

## Historique
Cette voie a été ouverte en 1620 à l'emplacement de l'hôtel de Sancerre, ouvrant rue des Canettes, et d'un hôtel de Roussillon, ouvrant à l'ex-n°21 de la rue du Four et vendu en avril 1619. 
Elle s'appela « rue des Sans-Culottes » de 1793 à 1806.